# 梅陇站

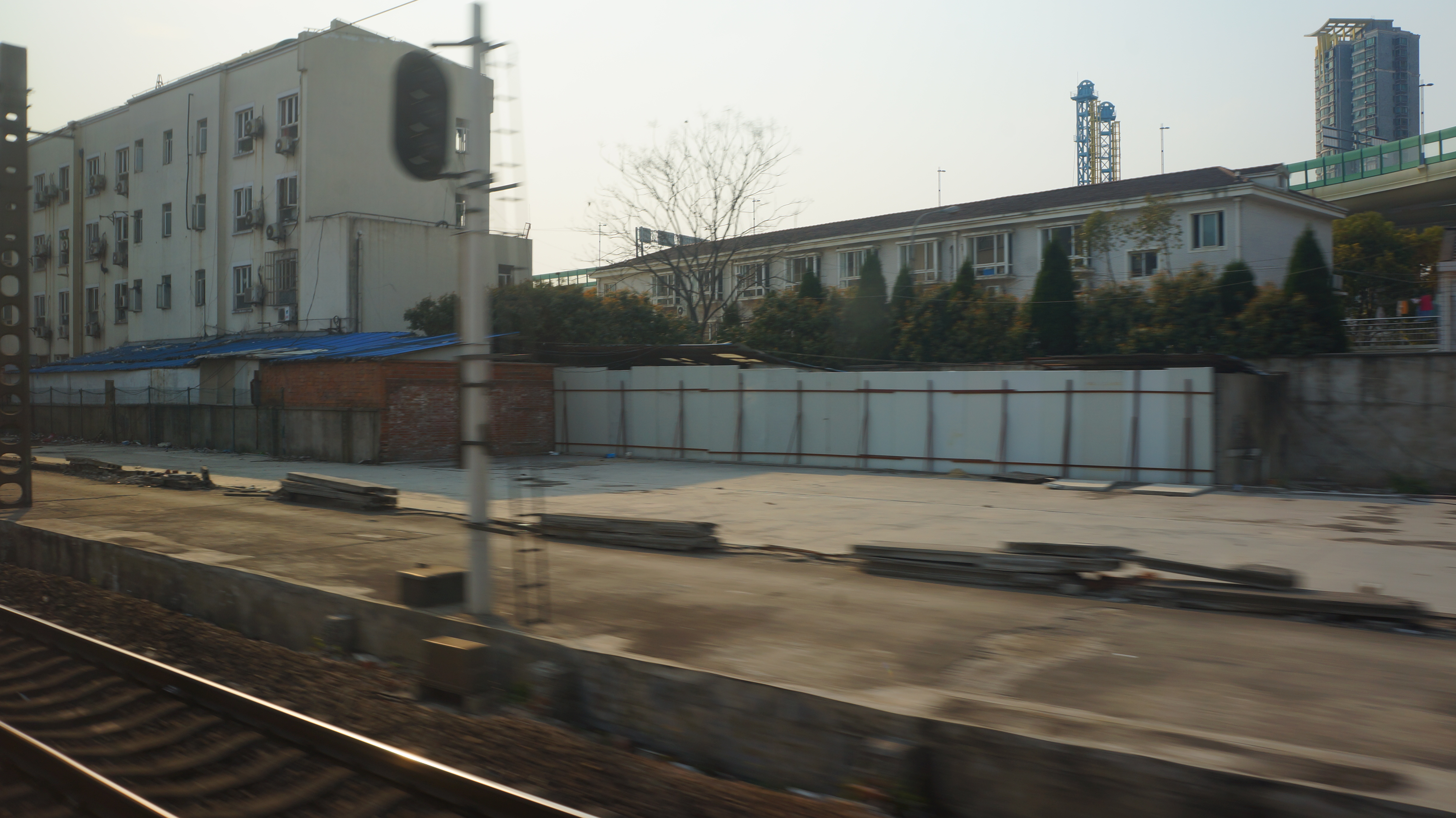
2016年3月，原梅陇站残存的站台

梅陇站为沪杭铁路上的一个车站，位于中國上海市沪闵路、轨道交通一号线锦江乐园站南侧，锦江乐园正对面。建于清宣统元年（1909年），原名梅家弄站，后一度废弃，于1983年时重设，办理客运业务直至2006年6月25日新上海南站启用。梅陇站建筑面积6500平方米，200平方米的售票大厅内设六个售票窗口。
梅陇站在上海南站施工期间，担负了由上海至杭州的城际列车客运业务。每天梅陇火车站共发车八趟，其中四趟直达杭州（需时两小时以下），另外一趟中途停靠松江、嘉善、嘉兴和海宁四站（需时两小时十五分）。除了到杭州的列车以外，梅陇站另有三趟开往嘉善的慢车。另外在特定时候（如：春运期间），梅陇站也会增开临时旅客列车。
2006年6月25日，梅陇站停止使用，梅陇-嘉善列车停驶，梅陇-杭州列车迁至上海南站到发。

## 历史图片
- 梅陇火车站候车室
- 梅陇火车站站台
- 梅陇火车站候车室内景

1. ↑  . The Paper. 2020-03-01  [2024-04-12].